# Ajmak środkowogobijski
Ajmak środkowogobijski (mong. Дундговь аймаг) – jeden z 21 ajmaków w Mongolii, znajdujący się w centralnej części kraju. Stolicą ajmaku jest Mandalgow', znajdujący się 265 km na południe od stolicy kraju Ułan Bator.
Utworzony w 1942 roku z części ajmaków wschodniogobijskiego, południowogobijskiego i centralnego. Obejmuje powierzchnię 74 700 km². Składa się z 15 somonów. Gospodarka oparta na eksploatacji złóż uranu, węgla brunatnego i żelaza. W rolnictwie hodowla zwierząt i uprawa warzyw, głównie ziemniaka. Brak uprawy zbóż.
Liczba ludności w poszczególnych latach:
| 1979   | 1989   | 2000   | 2010   |
| ------ | ------ | ------ | ------ |
| 39 000 | 49 300 | 51 517 | 38 543 |